# Radioconus goeldi
Radioconus goeldi es una especie de molusco gasterópodo de la familia Charopidae en el orden de los Stylommatophora.

## Distribución geográfica
Es endémica del Brasil. 